# Copa Coca-Cola DIGEDER 1989
La Copa Chile Coca-Cola DIGEDER 1989 fue la 19.º edición de la clásica copa doméstica del fútbol de Chile, competición de carácter oficial y profesional, correspondiente a la temporada 1989. Se jugó desde el 4 de marzo hasta el 9 de julio de 1989.
Su organización estuvo a cargo de la Asociación Nacional de Fútbol Profesional de Chile (ANFP) y de la Dirección General de Deportes y Recreación (DIGEDER), y contó con la participación de 40 equipos, divididos en cuatro grupos de 10 equipos cada uno: cuatro de Primera División y seis de Segunda División, conformados geográficamente. La competición se jugó inicialmente bajo el sistema de todos contra todos y luego bajo el sistema de eliminación directa, en partidos de ida y vuelta.
El campeón fue Colo-Colo, que, con una victoria por 1-0 ante Universidad Católica en la final a partido único, se adjudicó su séptimo título de la Copa Chile y segundo bicampeonato.

## Reglamento de juego
La competición se jugó inicialmente bajo el sistema de todos contra todos y luego bajo el sistema de eliminación directa, hasta dejar a un único competidor que resultaba campeón.
En la primera fase, los 10 equipos de cada uno de los cuatro grupos jugaban entre ellos bajo el sistema de todos contra todos. Los dos equipos que obtuvieran mayor cantidad de puntos en cada grupo, clasificaban a cuartos de final.
Las últimas fases —cuartos de final, semifinales y final— se disputaron bajo el sistema de eliminación directa, en partidos de ida y vuelta.

### Criterios de desempate
Se instituyó que todos los partidos tuvieran un ganador, de manera que el equipo ganador de un partido obtenía 3 puntos y el equipo perdedor 0 puntos; y en caso de empate, el partido se dirimía mediante lanzamientos penales, en cuyo caso, el ganador obtenía 2 puntos y el perdedor 1 punto.
En caso de igualdad de puntaje en cuartos de final y semifinales, la clasificación a la siguiente etapa se definía:
- A.- Mejor diferencia de goles en los dos partidos,
- B.- Mayor cantidad de goles marcados,
- C.- Mayor cantidad de goles de visita,
- D.- Definición a penales.

La final se define en un solo encuentro, de ser necesario se establece la aplicación de tiempo suplementario y definición por penales.

### Clasificación a torneos internacionales
El campeón no clasifica directamente a un torneo internacional, sino que a la Liguilla Pre-Libertadores 1989, disputada en febrero de 1990 y que otorgaba un cupo a la Copa Libertadores 1990. En caso de que este equipo hubiese clasificado directamente al torneo internacional en calidad de campeón de la Primera División de Chile 1989, en su reemplazo, clasifica a la liguilla el subcampeón de la Copa Coca-Cola DIGEDER 1989.

### Sistema de descenso
La competencia no implantó ni ascenso, ni descenso. 

## Primera fase
Pos = Posición; PJ = Partidos jugados; PG = Partidos ganados; PE = Partidos empatados; PP = Partidos perdidos; GF = Goles a favor; GC = Goles en contra; Dif = Diferencia de gol; PEG = Partido empatado ganado; Pts = Puntos

### Grupo 1
| Pos | Equipo               | PJ | PG | PE | PP | GF | GC | Dif | PEG | Pts |
| --- | -------------------- | -- | -- | -- | -- | -- | -- | --- | --- | --- |
| 1   | Cobresal             | 18 | 9  | 8  | 1  | 37 | 18 | 19  | 6   | 41  |
| 2   | Cobreloa             | 18 | 11 | 3  | 4  | 29 | 13 | 16  | 1   | 37  |
| 3   | Deportes Antofagasta | 18 | 8  | 6  | 4  | 29 | 16 | 13  | 5   | 35  |
| 4   | Deportes Iquique     | 18 | 8  | 8  | 2  | 26 | 14 | 12  | 2   | 34  |
| 5   | Deportes La Serena   | 18 | 7  | 6  | 5  | 16 | 16 | 0   | 1   | 28  |
| 6   | Coquimbo Unido       | 18 | 6  | 5  | 7  | 17 | 19 | -2  | 3   | 26  |
| 7   | Deportes Arica       | 18 | 6  | 5  | 7  | 23 | 23 | 0   | 1   | 24  |
| 8   | Regional Atacama     | 18 | 2  | 8  | 8  | 23 | 33 | -10 | 5   | 19  |
| 9   | Deportes Ovalle      | 18 | 2  | 7  | 9  | 10 | 26 | -16 | 4   | 17  |
| 10  | Unión La Calera      | 18 | 1  | 4  | 13 | 12 | 44 | -32 | 2   | 9   |

### Grupo 2
| Pos | Equipo               | PJ | PG | PE | PP | GF | GC | Dif | PEG | Pts |
| --- | -------------------- | -- | -- | -- | -- | -- | -- | --- | --- | --- |
| 1   | Colo Colo            | 18 | 11 | 5  | 2  | 37 | 16 | 21  | 2   | 40  |
| 2   | Universidad Católica | 18 | 9  | 6  | 3  | 40 | 20 | 20  | 3   | 36  |
| 3   | Universidad de Chile | 18 | 8  | 6  | 4  | 22 | 21 | 1   | 4   | 34  |
| 4   | Unión Española       | 18 | 8  | 5  | 5  | 35 | 25 | 10  | 2   | 31  |
| 5   | Magallanes           | 18 | 8  | 4  | 6  | 23 | 19 | 4   | 2   | 30  |
| 6   | Palestino            | 18 | 7  | 3  | 8  | 28 | 31 | -3  | 2   | 26  |
| 7   | Santiago Wanderers   | 18 | 4  | 9  | 5  | 23 | 25 | -2  | 3   | 24  |
| 8   | Everton              | 18 | 5  | 3  | 10 | 22 | 31 | -9  | 1   | 19  |
| 9   | San Luis de Quillota | 18 | 5  | 3  | 10 | 25 | 44 | -19 | 1   | 19  |
| 10  | Audax Italiano       | 18 | 1  | 4  | 13 | 10 | 33 | -23 | 4   | 11  |

### Grupo 3
| Pos | Equipo            | PJ | PG | PE | PP | GF | GC | Dif | PEG | Pts |
| --- | ----------------- | -- | -- | -- | -- | -- | -- | --- | --- | --- |
| 1   | O'Higgins         | 18 | 11 | 6  | 1  | 38 | 16 | 22  | 4   | 43  |
| 2   | Deportes Valdivia | 18 | 10 | 4  | 4  | 38 | 16 | 22  | 2   | 36  |
| 3   | Curicó Unido      | 18 | 8  | 7  | 3  | 30 | 14 | 16  | 2   | 33  |
| 4   | Rangers           | 18 | 9  | 3  | 6  | 24 | 17 | 7   | 1   | 31  |
| 5   | Unión San Felipe  | 18 | 8  | 4  | 6  | 34 | 28 | 6   | 2   | 30  |
| 6   | Colchagua         | 18 | 6  | 7  | 5  | 19 | 20 | -1  | 5   | 30  |
| 7   | Soinca Bata       | 18 | 5  | 6  | 7  | 20 | 28 | -8  | 4   | 25  |
| 8   | Deportes Linares  | 18 | 4  | 4  | 10 | 15 | 34 | -19 | 1   | 17  |
| 9   | General Velásquez | 18 | 4  | 3  | 11 | 18 | 41 | -23 | 2   | 17  |
| 10  | Cobreandino       | 18 | 2  | 2  | 14 | 21 | 43 | -22 | 0   | 8   |

### Grupo 4
| Pos | Equipo                | PJ | PG | PE | PP | GF | GC | Dif | PEG | Pts |
| --- | --------------------- | -- | -- | -- | -- | -- | -- | --- | --- | --- |
| 1   | Deportes Concepción   | 18 | 8  | 9  | 1  | 29 | 13 | 16  | 6   | 39  |
| 2   | Deportes Osorno       | 18 | 10 | 5  | 3  | 28 | 12 | 16  | 3   | 38  |
| 3   | Lota Schwager         | 18 | 9  | 6  | 3  | 34 | 24 | 10  | 3   | 36  |
| 4   | Fernández Vial        | 18 | 7  | 7  | 4  | 21 | 16 | 5   | 5   | 33  |
| 5   | Huachipato            | 18 | 8  | 3  | 7  | 34 | 25 | 9   | 1   | 28  |
| 6   | Deportes Puerto Montt | 18 | 5  | 6  | 7  | 20 | 26 | -6  | 3   | 24  |
| 7   | Deportes Temuco       | 18 | 4  | 6  | 8  | 15 | 21 | -6  | 2   | 20  |
| 8   | Naval                 | 18 | 4  | 5  | 9  | 23 | 32 | -9  | 1   | 18  |
| 9   | Iberia                | 18 | 3  | 5  | 10 | 11 | 29 | -18 | 4   | 18  |
| 10  | Ñublense              | 18 | 4  | 4  | 10 | 18 | 35 | -17 | 0   | 16  |

|  | Clasificados a cuartos de final. |

### Cuartos de final
| 25 de junio de 1989 | Deportes Osorno | 0:3 | Colo-Colo                                               | Estadio Parque Schott de Osorno, Osorno                   |                                                           |
|                     |                 |     | Sergio Díaz 27' (pen.), 75' (pen.) · Sergio Salgado 63' | Asistencia: 11.130 espectadores Árbitro(s): Carlos Robles | Asistencia: 11.130 espectadores Árbitro(s): Carlos Robles |

| 29 de junio de 1989 | Colo-Colo                                      | 3:0 | Deportes Osorno | Estadio Nacional, Santiago                              |                                                         |
|                     | Sergio Díaz 1', 39' · Marcelo Barticciotto 67' |     |                 | Asistencia: 9.659 espectadores Árbitro(s): Víctor Ojeda | Asistencia: 9.659 espectadores Árbitro(s): Víctor Ojeda |

| 25 de junio de 1989 | Universidad Católica                                    | 3:0 | Deportes Concepción | Estadio San Carlos de Apoquindo, Santiago                  |                                                            |
|                     | Pablo Yoma 12' · Rodrigo Barrera 39' · Fabián Estay 81' |     |                     | Asistencia: 11.296 espectadores Árbitro(s): Sergio Vásquez | Asistencia: 11.296 espectadores Árbitro(s): Sergio Vásquez |

| 29 de junio de 1989                                                    | Deportes Concepción                                           | 3:0 | Universidad Católica | Estadio Municipal, Concepción                                  |                                                                |
|                                                                        | Luis Abarca 59' (a.g.) · Marcelo Miranda 82' · Óscar Lepe 89' |     |                      | Asistencia: 8.769 espectadores Árbitro(s): Salvador Imperatore | Asistencia: 8.769 espectadores Árbitro(s): Salvador Imperatore |
| Defición Penales (Clasificación a Semifinal): Universidad Católica 4:3 |                                                               |     |                      |                                                                |                                                                |

| 25 de junio de 1989 | Cobreloa | 0:0 | O'Higgins | Estadio Municipal, Calama                                |  |
| |          |     |           | Asistencia: 4.849 espectadores Árbitro(s): Gastón Castro |  |
| Definición a Penales, del partido empatado: O'Higgins 9-8. De acuerdo a las bases del torneo, O'Higgins, obtiene un punto extra. |          |     |           |                                                          |  |

| 29 de junio de 1989 | O'Higgins | 0:0 | Cobreloa | Estadio El Teniente, Rancagua                             |  |
| |           |     |          | Asistencia: 12.659 espectadores Árbitro(s): Carlos Robles |  |
| Primera Definición a Penales, del partido empatado: Cobreloa 4-2, de acuerdo a las bases del torneo, Cobreloa, obtiene un punto extra. Segunda Definición a Penales (Clasificación a Semifinal): O'Higgins 4:3 |           |     |          |                                                           |  |

| 25 de junio de 1989 | Deportes Valdivia                                | 4:0 | Cobresal | Estadio Parque Municipal, Valdivia                        |                                                           |
|                     | Pedro González 4', 44' · Luis Marcoleta 49', 56' |     |          | Asistencia: 5.456 espectadores Árbitro(s): Jorge Massardo | Asistencia: 5.456 espectadores Árbitro(s): Jorge Massardo |

| 29 de junio de 1989 | Cobresal                               | 2:0 | Deportes Valdivia | Estadio El Cobre, El Salvador                             |                                                           |
|                     | Franklin Lobos 28' · Eduardo Cofré 44' |     |                   | Asistencia: 3.484 espectadores Árbitro(s): Sergio Vásquez | Asistencia: 3.484 espectadores Árbitro(s): Sergio Vásquez |

### Semifinal
| 2 de julio de 1989                                                                                        | Deportes Valdivia | 0:0 | Colo-Colo | Estadio Parque Municipal, Valdivia                             |  |
| |                   |     |           | Asistencia: 7.533 espectadores Árbitro(s): Salvadro Imperatore |  |
| Definición a Penales: Colo-Colo 5-4. De acuerdo a las bases del torneo, Colo-Colo obtiene un punto extra. |                   |     |           |                                                                |  |

| 5 de julio de 1989 | Colo-Colo                                                             | 4:1 | Deportes Valdivia         | Estadio Nacional, Santiago                                |                                                           |
|                    | Sergio Díaz 23', 67' · Marcelo Barticciotto 49' · Eduardo Vilches 90' |     | Luis Marcoleta 58' (pen.) | Asistencia: 3.502 espectadores Árbitro(s): Jorge Massardo | Asistencia: 3.502 espectadores Árbitro(s): Jorge Massardo |

| 2 de julio de 1989 | O'Higgins | 0:0 | Universidad Católica | Estadio El Teniente, Rancagua                              |  |
| |           |     |                      | Asistencia: 13.176 espectadores Árbitro(s): Sergio Vásquez |  |
| Definición a Penales: Universidad Católica 5-4. De acuerdo a las bases del torneo, Universidad Católica obtiene un punto extra. |           |     |                      |                                                            |  |

| 5 de julio de 1989 | Universidad Católica                      | 2:1 | O'Higgins                 | Estadio San Carlos de Apoquindo, Santiago                |                                                          |
|                    | Rodrigo Barrera 70' · Gerardo Reinoso 75' |     | Juvenal Vargas 59' (pen.) | Asistencia: 3.667 espectadores Árbitro(s): Carlos Robles | Asistencia: 3.667 espectadores Árbitro(s): Carlos Robles |

### Final
| 9 de julio de 1989 | Colo-Colo             | 1:0     | Universidad Católica | Estadio Nacional, Santiago                                |                                                           |
|                    | Ricardo Dabrowski 15' | Reporte |                      | Asistencia: 29.926 espectadores Árbitro(s): Gastón Castro | Asistencia: 29.926 espectadores Árbitro(s): Gastón Castro |

## Campeón
| Chile               |
| Colo-Colo 7º título |
|                     |
| Copa Chile          |